# Mistrzostwa Świata w Wioślarstwie 2009 – dwójka podwójna mężczyzn
Dwójka podwójna mężczyzn (M2x) – konkurencja rozgrywana podczas Mistrzostw Świata w Wioślarstwie 2009 w Poznaniu między 23 a 30 sierpnia na Torze Regatowym Malta.

## Harmonogram konkurencji
Wszystkie godziny w czasie letnim (UTC+2)
| Godzina                     | Wydarzenie  | Runda         |
| --------------------------- | ----------- | ------------- |
| Niedziela, 23 sierpnia 2009 | 11:36-11:54 | Eliminacje    |
| Wtorek, 25 sierpnia 2009    | 12:06-12:18 | Repasaże      |
| Czwartek, 27 sierpnia 2009  | 14:21-14:37 | Półfinały A/B |
| Piątek, 28 sierpnia 2009    | 11:30-11:36 | Finał C       |
| Sobota, 29 sierpnia 2009    | 15:06-15:12 | Finał B       |
| Sobota, 29 sierpnia 2009    | 12:18-12:24 | Finał A       |

## Medaliści
| Złoto                                  | Srebro                                   | Brąz                                  |
| Niemcy · Eric Knittel · Stephan Krüger | Francja · Julien Bahain · Cédric Berrest | Estonia · Allar Raja · Kaspar Taimsoo |

## Wyniki

### Eliminacje
Reguła kwalifikacji: 1-2 → PA/B, 3.. → R

#### Eliminacje 1
| Miejsce | Zawodnik                               | Kraj          | Czas    | Uwagi |
| ------- | -------------------------------------- | ------------- | ------- | ----- |
| 1       | Julien Bahain Cédric Berrest           | Francja       | 6:20,56 | PA/B  |
| 2       | Matthew Trott Nathan Cohen             | Nowa Zelandia | 6:23,06 | PA/B  |
| 3       | Marko Marjanović Dušan Bogićević       | Serbia        | 6:31,04 | R     |
| 4       | Dzianis Mihal Stanisłau Szczarbaczenia | Białoruś      | 6:34,95 | R     |
| 5       | Mostafa El Bestawy Ahmed Khamis        | Egipt         | 6:40,52 | R     |
| 6       | Michaił Garnik Michaił Taskin          | Kazachstan    | 6:53,39 | R     |

#### Eliminacje 2
| Miejsce | Zawodnik                                             | Kraj            | Czas    | Uwagi |
| ------- | ---------------------------------------------------- | --------------- | ------- | ----- |
| 1       | Matthew Wells Stephen Rowbotham                      | Wielka Brytania | 6:24,37 | PA/B  |
| 2       | Allar Raja Kaspar Taimsoo                            | Estonia         | 6:24,95 | PA/B  |
| 3       | Michał Słoma Wiktor Chabel                           | Polska          | 6:26,38 | R     |
| 4       | Yoennis Hernández Arruez Janier Concepcion Hernández | Kuba            | 6:29,82 | R     |
| 5       | Artem Morozow Witalij Krywenko                       | Ukraina         | 6:31,23 | R     |
| 6       | Truls Albert Nils Jakob Hoff                         | Norwegia        | 6:32,48 | R     |

#### Eliminacje 3
| Miejsce | Zawodnik                             | Kraj              | Czas    | Uwagi |
| ------- | ------------------------------------ | ----------------- | ------- | ----- |
| 1       | Eric Knittel Stephan Krüger          | Niemcy            | 6:22,87 | PA/B  |
| 2       | Luka Špik Jan Špik                   | Słowenia          | 6:24,84 | PA/B  |
| 3       | Andre Vonarburg Florian Stofer       | Szwajcaria        | 6:27,45 | R     |
| 4       | Bart Poelvoorde Christophe Raes      | Belgia            | 6:30,47 | R     |
| 5       | Peter Graves Thomas Graves           | Stany Zjednoczone | 6:35,85 | R     |
| 6       | Vyacheslav Didrix Ruslan Naurzaliyev | Uzbekistan        | 6:55,48 | R     |

### Repasaże
Reguła kwalifikacji: 1-3 → PA/B, 4... → FC

#### Repasaże 1
| Miejsce | Zawodnik                                             | Kraj              | Czas    | Uwagi |
| ------- | ---------------------------------------------------- | ----------------- | ------- | ----- |
| 1       | Andre Vonarburg Florian Stofer                       | Szwajcaria        | 6:38,42 | PA/B  |
| 2       | Marko Marjanović Dušan Bogićević                     | Serbia            | 6:40,14 | PA/B  |
| 3       | Yoennis Hernández Arruez Janier Concepcion Hernández | Kuba              | 6:40,95 | PA/B  |
| 4       | Truls Albert Nils Jakob Hoff                         | Norwegia          | 6:42,35 | FC    |
| 5       | Peter Graves Thomas Graves                           | Stany Zjednoczone | 6:43,85 | FC    |
| 6       | Michaił Garnik Michaił Taskin                        | Kazachstan        | 7:03,28 | FC    |

#### Repasaże 2
| Miejsce | Zawodnik                               | Kraj       | Czas    | Uwagi |
| ------- | -------------------------------------- | ---------- | ------- | ----- |
| 1       | Bart Poelvoorde Christophe Raes        | Belgia     | 6:40,99 | PA/B  |
| 2       | Michał Słoma Wiktor Chabel             | Polska     | 6:42,00 | PA/B  |
| 3       | Artem Morozow Witalij Krywenko         | Ukraina    | 6:43,74 | PA/B  |
| 4       | Dzianis Mihal Stanisłau Szczarbaczenia | Białoruś   | 6:44,13 | FC    |
| 5       | Mostafa El Bestawy Ahmed Khamis        | Egipt      | 6:52,43 | FC    |
| 6       | Vyacheslav Didrix Ruslan Naurzaliyev   | Uzbekistan | 7:00,21 | FC    |

### Półfinały A/B
Reguła kwalifikacji: 1-3 → FA, 4... → FB

#### Półfinały A/B 1
| Miejsce | Zawodnik                         | Kraj            | Czas    | Uwagi |
| ------- | -------------------------------- | --------------- | ------- | ----- |
| 1       | Julien Bahain Cédric Berrest     | Francja         | 6:17,90 | FA    |
| 2       | Luka Špik Jan Špik               | Słowenia        | 6:19,24 | FA    |
| 3       | Marko Marjanović Dušan Bogićević | Serbia          | 6:19,87 | FA    |
| 4       | Matthew Wells Stephen Rowbotham  | Wielka Brytania | 6:20,43 | FB    |
| 5       | Bart Poelvoorde Christophe Raes  | Belgia          | 6:27,73 | FB    |
| 6       | Artem Morozow Witalij Krywenko   | Ukraina         | 6:29,60 | FB    |

#### Półfinały A/B 2
| Miejsce | Zawodnik                                             | Kraj          | Czas    | Uwagi |
| ------- | ---------------------------------------------------- | ------------- | ------- | ----- |
| 1       | Eric Knittel Stephan Krüger                          | Niemcy        | 6:18,97 | FA    |
| 2       | Matthew Trott Nathan Cohen                           | Nowa Zelandia | 6:19,51 | FA    |
| 3       | Allar Raja Kaspar Taimsoo                            | Estonia       | 6:20,83 | FA    |
| 4       | Andre Vonarburg Florian Stofer                       | Szwajcaria    | 6:22,65 | FB    |
| 5       | Michał Słoma Wiktor Chabel                           | Polska        | 6:26,68 | FB    |
| 6       | Yoennis Hernández Arruez Janier Concepcion Hernández | Kuba          | 6:27,38 | FB    |

### Finał C
| Miejsce | Zawodnik                               | Kraj              | Czas    | Uwagi |
| ------- | -------------------------------------- | ----------------- | ------- | ----- |
| 1       | Truls Albert Nils Jakob Hoff           | Norwegia          | 7:00,14 |       |
| 2       | Dzianis Mihal Stanisłau Szczarbaczenia | Białoruś          | 7:03,41 |       |
| 3       | Mostafa El Bestawy Ahmed Khamis        | Egipt             | 7:06,34 |       |
| 4       | Peter Graves Thomas Graves             | Stany Zjednoczone | 7:10,29 |       |
| 5       | Michaił Garnik Michaił Taskin          | Kazachstan        | 7:19,15 |       |
| 6       | Vyacheslav Didrix Ruslan Naurzaliyev   | Uzbekistan        | 7:26,83 |       |

### Finał B
| Miejsce | Zawodnik                                             | Kraj            | Czas    | Uwagi |
| ------- | ---------------------------------------------------- | --------------- | ------- | ----- |
| 1       | Andre Vonarburg Florian Stofer                       | Szwajcaria      | 6:11,68 |       |
| 2       | Michał Słoma Wiktor Chabel                           | Polska          | 6:13,10 |       |
| 3       | Artem Morozow Witalij Krywenko                       | Ukraina         | 6:14,04 |       |
| 4       | Bart Poelvoorde Christophe Raes                      | Belgia          | 6:14,62 |       |
| 5       | Yoennis Hernández Arruez Janier Concepcion Hernández | Kuba            | 6:21,93 |       |
| 6       | Matthew Wells Stephen Rowbotham                      | Wielka Brytania | 6:28,76 |       |

### Finał A
| Miejsce | Zawodnik                         | Kraj          | Czas    | Uwagi |
| ------- | -------------------------------- | ------------- | ------- | ----- |
|         | Eric Knittel Stephan Krüger      | Niemcy        | 6:07,02 |       |
|         | Julien Bahain Cédric Berrest     | Francja       | 6:07,82 |       |
|         | Allar Raja Kaspar Taimsoo        | Estonia       | 6:07,86 |       |
| 4       | Matthew Trott Nathan Cohen       | Nowa Zelandia | 6:08,87 |       |
| 5       | Luka Špik Jan Špik               | Słowenia      | 6:15,10 |       |
| 6       | Marko Marjanović Dušan Bogićević | Serbia        | 6:15,52 |       |